# Short baseline
Short Baseline is een akoestisch onderwater plaatsbepalingssysteem of positiereferentiesysteem voor schepen met dynamic positioning.

## Algemene akoestische systemen
Akoestische systemen bestaan uit verschillende onderdelen voor het verzenden en ontvangen van geluidsgolven. De zenders/ontvangers bevinden zich onder water. De zender aan boord van het schip, ook wel de transducer genoemd, bevindt zich aan de onderkant van het schip en zend een geluidspuls uit. Onderwater bevinden zich onderwaterbakens (beacons). Zo’n baken is opgebouwd een drukproducerend element (meestal piëzo-elektrisch), een drukgevoelig element, een voedingsbron en een computer voor de bediening. Deze bakens zijn er in 3 verschillende vormen:
- Transponder: dit baken zendt na ontvangst van de geluidspuls zelf een geluidspuls als antwoord. Wanneer er meerdere transponders zijn, zal elke transponder zijn eigen identificatiesignaal hebben om zo de signalen onderling te kunnen onderscheiden.
- Responders: zij doen hetzelfde als de transponder, alleen hebben zij het verschil dat het signaal niet uitgezonden wordt door het water, maar via een kabel naar de transponder gaat. De responder antwoord vervolgens wel door het water. Dit heeft als voordeel dat niet gewacht hoeft te worden met het opnieuw versturen van een puls tot de transducer het antwoord van de responder heeft ontvangen, wat vooral in diep water een voordeel is.
- Pinger: zij zenden voortdurend met een bepaald interval geluidpulsen uit. Dit doen zij met een bepaalde frequentie.

Je kunt deze bakens op de zeebodem verankeren of aan een ROV, een sleepvis of iets anders onder water monteren.
Naast de variërende geluidssnelheden speelt refractie, het afbuigen van het geluid, een grote rol. Wanneer een signaal van de ene waterlaag naar een andere waterlaag met andere fysische eigenschappen gaat kan deze op het grensvlak, de grens tussen de 2 waterlagen, worden gebroken waardoor het signaal van richting veranderd (Wet van Snellius). Door de verschillende waterlagen in de waterkolom zullen er tussen de waterlagen ook verschillen zijn in de geluidssnelheid.

## Het Short Baseline systeem

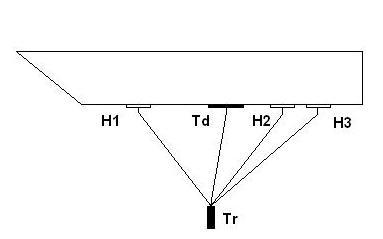
Werking van het SBL systeem. Met Td als de transducer en H 1, 2 en 3 zijn de hydrofoons.

Bij het systeem zijn er onder het schip één transducer en 2 of meerdere hydrofoons in een driehoek geplaatst. Deze modules zijn allemaal georiënteerd aan het referentiesysteem van het schip en de posities zijn nauwkeurig bepaald. De basislijnen lopen tussen deze modules en de afstanden hebben vaak de orde van grootte van tientallen meters. Op de bodem wordt een baken geplaatst die zorgt voor het terugsturen van de geluidspuls. 
Bij deze methode zendt de transducer een signaal uit en de hydrofoons en transducer vangen het signaal op nadat deze bij de transponder op de zeebodem is geweest. Wanneer er gebruik wordt gemaakt van 3 hydrofoons en 1 transducer zullen er 4 looptijden ontstaan. De transducer zendt een geluidspuls uit en dan start de klok. Wanneer de transponder de puls ontvangt, zendt deze een antwoordsignaal terug. Bij ontvangst door de hydrofoons en transducer zal de klok worden gestopt. Met de volgende formule wordt de schuine afstand berekend tussen de transponder, hydrofoons en transducer:
{\displaystyle s=c*t/2}
Nadat de schuine afstanden zijn berekend zal het systeem, uiteindelijke de positie van de transponder en het meetschip berekenen.
Met de komst van DGPS en andere verbeteringen aan het USBL-systeem is het inmiddels verouderd.